# 勧修寺尹隆
勧修寺尹隆（かじゅうじ ただたか、延宝4年（1676年） - 享保7年（1722年）4月9日） は、江戸時代前期の公卿。

## 官歴
- 貞享元年（1686年）：従五位上、右兵衛佐
- 貞享4年（1689年）：左少弁
- 貞享5年（1690年）：正五位下
- 元禄元年（1688年）：左衛門権佐
- 元禄3年（1690年）：蔵人、正五位上
- 元禄4年（1691年）：右中弁
- 元禄5年（1692年）：従四位下、左中弁、蔵人頭
- 元禄6年（1693年）：正四位上
- 元禄7年（1694年）：右大弁
- 元禄9年（1696年）：参議
- 元禄10年（1697年）：従三位、左大弁、踏歌節会外弁
- 元禄14年（1701年）：正三位、権中納言

## 系譜
- 父：勧修寺経慶
- 母：水野勝貞の娘
- 弟：裏辻公規
- 子：勧修寺高顕
- 子：坊城俊将
- 子：穂波晴宣